# 尤宁 (阿拉巴马州)
尤宁（英文：Union），是美国阿拉巴马州下属的一座城市。面积约为0.82平方英里（约合2.13平方公里）。根据2010年美国人口普查，该市有人口237人，人口密度为288.67/平方英里（约合111.27/平方公里）。